# Riccardo Schweizer
Riccardo Schweizer, all'anagrafe Riccardo Antonio Svaizer (Mezzano, 31 agosto 1925 – Casez, 20 settembre 2004), è stato un pittore, scultore, fotografo, designer e architetto italiano.

## Biografia
I suoi studi tecnico-artistici hanno inizio a Belluno e successivamente a Venezia presso l'Istituto d'Arte dei Carmini, diretto dal roveretano Giorgio Wenter Marini e dove insegna anche Carlo Scarpa.
Si diploma all'Accademia di Belle Arti di Venezia, insegnandovi pittura dal 1954 al 1960 in qualità di assistente di Bruno Saetti. Vive in quegli anni in casa del pittore Vittorio Basaglia, che sarà in quel periodo lo stimolo e il paragone per la sua opera. Frequenta con molta assiduità gli ambienti dell'avanguardia culturale della città e ha modo di conoscere fra gli altri Luigi Nono, Bruno Maderna, Gino Marinuzzi, Igor' Fëdorovič Stravinskij, Salvatore Quasimodo, Vittorio Klauser, Francesco Tentori, Virgilio Guidi, Diego Valeri, Rodolfo Pallucchini, Giuseppe Marchiori, Giuseppe Mazzariol, Elio Vittorini, Peggy Guggenheim, Guido Cadorin, Guido Perocco, Alberto Viani, Filippo de Pisis, Felice Carena, Gastone Breddo, Umberto Volante e Carmelo Zotti, che prenderà nel 1960 il suo posto all'Accademia.
Nel 1950 è in Francia, a Vallauris in Costa Azzurra, dove conosce e frequenta Pablo Picasso, Marc Chagall, Fernand Léger, Jean Cocteau, Massimo Campigli e Le Corbusier.
Nel 1958, in occasione del decimo anniversario delle fondazione, il Museo Picasso di Antibes gli dedica un'importante mostra personale insieme all'amico artista Davide Orler.
Dal 1960 si stabilisce in Costa Azzurra e si impegna nell'attività di ceramista.
All'anno successivo risalgono le prime grandi opere murali, per l'Istituto Editoriale Italiano di Milano e per due strutture alberghiere a San Martino di Castrozza.
Nel 1963 si sposa con Dina Raveane. Dal matrimonio nasceranno Monica e Barbara.
Con il pannello in ceramica progettato per le nuove terme di Levico (1965) inaugura il legame con Ceramica Pagnossin, industria di Treviso con cui collabora dal 1970 al 1977, realizzando importanti oggetti d'arte applicata.
Nel 1966 dedica al disastro del Vajont un importante lavoro a Ponte nelle Alpi.
Al 1978 risale uno dei suoi interventi più ampi di decorazione d'interni presso il ristorante Da Silvio a San Michele all’Adige, divenuto poi raro esempio di ristorante tutelato tra i beni culturali trentini.
Negli stessi anni realizza affreschi, progetti e cicli decorativi, oggetti di design e decorazioni d'interni per edifici pubblici e privati, in Italia e in Francia, tra cui l'importante progetto di decorazione del 1982 per il Palazzo dei Festival e dei Congressi di Cannes.
1980: mette a punto una tecnica a base di ossidi e cemento per un grande bassorilievo esterno che ricopre tre facciate del Municipio di
Carros (Nizza), edificio progettato da François Druet. Nel 1986 realizza un affresco di 75 metri quadrati per la nuova sede dell'Istituto Trentino di Cultura a Trento, ora Fondazione Bruno Kessler.
Come designer vince, nel 1986, il Primo Premio Murano. Nel 1989 torna a Venezia per una grande mostra personale presso la Chiesa di San Stae, in occasione della quale la casa editrice Electa gli dedica un ricco catalogo monografico a cura di Luigi Lambertini. Negli anni novanta concepisce e realizza numerose opere su commissione pubblica e privata. Insignito motu proprio da Carlo Azeglio Ciampi del titolo di Cavaliere della Repubblica Italiana nel 2001, lavora tra Cannes e Casez, in Val di Non, dove muore nel settembre 2004.